# Kromlijnige coördinaat
Een kromlijnige coördinaat is een coördinaat in een coördinatenstelsel waarvan een constante waarde in de euclidische meetkunde niet altijd een rechte lijn weergeeft. Een voorbeeld van kromlijnige coördinaten zijn de geografische coördinaten op een wereldkaart. Het begrip werd door Gabriel Lamé bedacht als uitbreiding op de cartesische coördinaten. Ieder punt op een gekromd oppervlak kan met kromlijnige coördinaten door de plaatsvector {\displaystyle \mathbf {r} } worden beschreven. {\displaystyle \mathbf {r} } wordt met twee coördinaten {\displaystyle u} en {\displaystyle v} geschreven:
{\displaystyle \mathbf {r} =\mathbf {r} (u,v)}
Dit begrip hoeft niet tot tweedimensionale oppervlakken te worden beperkt. In het algemeen is een kromlijnig coördinatenstelsel een homeomorfisme van een open deelverzameling van een topologische ruimte naar een open deelverzameling van de {\displaystyle n}-dimensionale euclidische ruimte. Een synoniem voor een dergelijk homeomorfisme is kaart. 
Een atlas is een verzameling kaarten waarvan de domeinen de topologische ruimte overdekken, met de bijkomende eigenschap dat in de gebieden waar verschillende kaarten elkaar overlappen, de coördinatentransformaties in beide richtingen continu zijn. Een topologische ruimte die voorzien is van een atlas, noemt men een variëteit.
Lokaal kan de positieverschilvector bij kleine veranderingen van de coördinaten in het algemeen bij benadering als een lineaire combinatie worden geschreven van de afgeleiden van de positie naar elke coördinaat, met als coëfficiënten de veranderingen van de coördinaten. In een natuurkundige context is het product van de dimensie van een coördinaat en de dimensie van de bijhehorende afgeleide voor alle coördinaten gelijk, namelijk lengte.